# 阿加莎·克里斯蒂
阿嘉莎·瑪麗·克萊麗莎·克莉絲蒂女爵士，DBE（Dame Agatha Mary Clarissa Christie，又譯阿加莎·克里斯蒂、艾嘉泰·姬絲蒂，1890年9月15日—1976年1月12日），另外又稱馬洛溫爵士夫人（Lady Mallowan），原姓氏為米勒（Miller），是英国侦探小说作家。玛丽·维斯马科特（Mary Westmacott）則是她寫浪漫愛情小說所用的筆名。
據吉尼斯世界紀錄統計，阿嘉莎·克莉絲蒂是人類史上最暢銷的著書作家。而將所有形式的著作算入，只有聖經、威廉·莎士比亞的著作的總銷售量在她之上。至今其著作曾經翻譯成超過103種語言，總銷量突破20億本。 在法國，至2003年，她共賣出4,000萬本法文版的著作，為法國書籍銷量紀錄保持者，遠勝於第2位法國大文豪左拉的2,200萬本。她是公認的「偵探小說女王」（Queen of Crime），對英國偵探小說的發展有很重要的影響和富爭議的啟發。她从小所受的家庭教育让她对文学创作充满了兴趣。而她的姐姐经常對她讲述福尔摩斯探案的故事，使得她撰寫侦探小说的兴趣大增。她曾经对她姐姐说，她也想写侦探故事，可是姐姐却认为侦探小说不好写，并不支持她。正是因为这种相反的刺激，使得克里斯蒂创作侦探小说的欲望更加强烈，并最终促使她写出了第1本侦探小说《史岱爾莊謀殺案》，之後便一发不可收拾，最终走上了侦探小说创作之路，一生共创作80本侦探小说，并改编、创作了许多侦探剧本。其偵探名劇《捕鼠器》（又名：投鼠忌器），自1952年11月25日在大使劇院开演，至今已上演超過20,000余次，是伦敦戏剧公演的最長紀錄。阿嘉莎·克莉絲蒂發行了超過80本小說和劇本。她所寫的偵探小說，主要使用密室推理法，而且通常要到結尾才知道誰是真兇。至於角色方面，大多數的作品都圍繞著两大人物，分別是赫丘里·波罗、简·马普尔小姐。她善於用嶄新的寫作手法來寫偵探小說，其中《罗杰疑案》一書更為讀者帶來了意想不到的結局。她對寫作一絲不苟和嚴格認真的態度，令讀者有能力從書中搜索和掌握到充分的資料，解開疑團。阿嘉莎·克莉絲蒂的大部分小說都曾被搬上銀幕，部分佳作如《東方快車謀殺案》、《尼羅河謀殺案》等更是多次被改編成影视作品。英國BBC電視台曾經拍攝不少關於赫丘里·波罗、·马普尔的故事，曼徹斯特格拉納達電視台（Granada Television）後來亦以大衛·蘇歇飾演白羅，拍攝電視劇集。在2004年，日本NHK電視台甚至把白羅和瑪波的故事改編為動畫剧，稱為《阿嘉莎·克莉絲蒂的名偵探白羅與瑪波》。

## 生平

在托奇（Torquay）的一所教堂，牆上嵌有一塊阿嘉莎·克莉絲蒂的小匾額。

### 家庭出身与童年（1890-1907)
阿嘉莎·克莉絲蒂出生於1890年9月15日英格蘭德文郡的托奇（Torquay）一個富有的中產階級家庭，受洗後取名為阿嘉莎·瑪麗·克萊麗莎·米勒（Agatha Mary Clarissa Miller）。阿嘉莎·克莉絲蒂的母親克拉拉·伯默則是出生於英國貝爾法斯特，是家中唯一的女兒，其有四個兄弟，其中一個在幼年的時候去世。外公Captain Boehmer在1863年4月一場馬術意外喪生，外婆玛丽·安·韦斯特只好用微薄的收入扶養他們。由于經濟壓力，外婆將阿嘉莎·克莉絲蒂母親克拉拉·伯默交由她的阿姨玛格丽特·米勒 (本姓韦斯特) 扶養，阿姨在1863年嫁給富有的美國商人Nathaniel Frary Miller。這對夫妻住在英國西薩塞克斯郡普林斯特。阿嘉莎·克莉絲蒂母親克拉拉·伯默一直跟著阿姨生活，也因此遇見阿嘉莎·克莉絲蒂父親弗雷德里克·阿尔瓦·米勒，他是美國銀行交易員也是姨丈纳撒尼尔的兒子。:2–4
阿嘉莎·克莉絲蒂父親弗雷德里克是美國上流社會成員，從小就被送到瑞士讀書。在認識的人的眼中，他是一個風度翩翩，為人友好的人。很快的他就跟克拉拉·伯默墜入愛河，兩人並於1878年4月結婚。:4–5 他們第一個小孩玛格丽特·弗蕾莉·米勒 (1879–1950) 出生於英國德文郡托基，當時還在租屋；接著第二個小孩路易斯·"蒙坦"·米勒 (1880–1929)，在他爸爸正在出差的美國紐約出生。母親克拉拉·伯默在英國德文郡托基購買別墅，命名為「Ashfield」。第二個女兒阿嘉莎·克莉絲蒂也在此出生。:6–7
她形容自己的童年“非常快乐”。米勒一家主要住在德文郡，但经常去伊林看望她的继祖母/曾祖母玛格丽特·米勒，去贝斯沃特看望外祖母玛丽·伯默。:26-31她和家人在法国比利牛斯山脉、巴黎、迪纳尔和根西岛度过了一年的海外生活。:15，24-25因为她的兄弟姐妹年纪大得多，而且他们附近的孩子很少，克里斯蒂大部分时间都在和她的宠物和想象中的同伴独自玩耍。:9-10，86-88她最终在托奇与其他女孩交上了朋友，并指出“我生命中的亮点之一”是她在吉尔伯特与萨利文的青年作品《卫队的约曼》中与她们一起出场，她在剧中扮演了英雄费尔法克斯上校。 :23–27
据克里斯蒂说，克拉拉认为她八岁之前不应该学习阅读；由于她的好奇心，她四岁就开始读书了。她的姐姐被送到了一所寄宿学校，但他们的母亲坚持让克里斯蒂在家接受教育。因此，她的父母和姐姐监督她学习阅读、写作和基础算术，这是她特别喜欢的科目。他们还教她音乐，她学会了弹钢琴和曼陀林。:8, 20–21
之後又到法國唸過一段時間的社交禮儀學校。

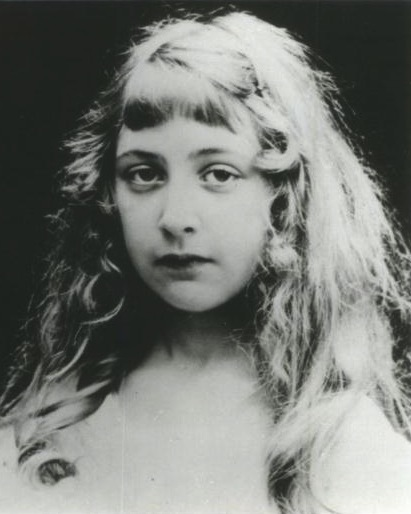
童年时的阿加莎

克里斯蒂从小就是个贪婪的读者。她最早的记忆是读过莫尔斯沃斯夫人和E·内斯比特的儿童读物。长大一点后，她开始读爱德华·利尔和刘易斯·卡罗尔的超现实主义诗歌。:18-19在青少年时期，她喜欢安东尼·霍普、沃尔特·斯科特、查尔斯·狄更斯和大仲马的作品。:111,136–37 1901年4月，10岁的她写了她的第一首诗《牛滑倒》。
到1901年，她父亲的健康状况已经恶化，因为他认为患上心脏病。:331901年11月，弗雷德死于肺炎和慢性肾病。克里斯蒂后来说，她11岁时父亲的去世标志着她童年的结束。:32–33
到那时，这个家庭的财务状况已经恶化。玛奇在父亲去世后的第二年结婚，搬到了柴郡的钱德尔；蒙蒂在海外，在一个英国军团服役。 :43,49克里斯蒂现在和母亲独自住在阿什菲尔德。1902年，她开始在托奇的盖尔小姐女子学校就读，但发现很难适应这种有纪律的氛围。:139 1905年，她的母亲把她送到巴黎，在那里她接受了一系列寄宿学校的教育，重点是声乐训练和钢琴演奏。由于缺乏气质和天赋，她放弃了作为钢琴家或歌剧演唱家进行专业表演的目标。:59–61

### 早期写作和婚姻（1907-1926年）
完成学业后，克里斯蒂回到英国，发现母亲生病了。他们决定在1907年至1908年的冬天在埃及的温暖气候中度过，当时埃及是英国富人的常规旅游目的地。:155-157他们在开罗的盖济拉宫酒店住了三个月。克里斯蒂参加了许多舞会和其他社交活动；她特别喜欢看业余马球比赛。虽然他们参观了一些古埃及纪念碑，如吉萨大金字塔，但她并没有表现出晚年对考古学和埃及学的浓厚兴趣。:40-41回到英国后，她继续她的社交活动，写作和表演业余戏剧。她还与女性朋友共同上演了一部名为《不快乐的蓝胡子》的戏剧。: 45–47
18岁时，克里斯蒂在床上康复时写下了她的第一篇短篇小说《美丽之家》。它由大约6000个单词组成，内容是关于“疯狂和梦想”，这是她着迷的主题。她的传记作者珍妮特·摩根评论说，尽管“风格不恰当”，但这个故事“令人信服”。:48-49（这个故事成为了她的故事《梦之屋》的早期版本。）其他故事接踵而至，其中大部分都说明了她对唯心主义和超自然现象的兴趣。其中包括《翅膀的呼唤》和《孤独的小上帝》。杂志拒绝了她早期以化名（包括迈克·米勒、纳撒尼尔·米勒和西德尼·韦斯特）提交的所有作品；一些投稿后来被修改并以她的真实姓名发表，通常还有新的标题。:49–50
大约在同一时间，克里斯蒂开始创作她的第一部小说《沙漠上的雪》。她以笔名Monosylaba写作，将这本书设在开罗，并借鉴了她最近在那里的经历。当她联系的六家出版商拒绝了这部作品时，她很失望。:50-51克拉拉建议她的女儿向成功的小说家伊登·菲尔波茨寻求建议，伊登·菲尔波茨是她的家人朋友和邻居，他回应了她的询问，鼓励她的写作，并向她介绍了自己的文学经纪人休斯·马西，休斯·马西也拒绝了《沙漠上的雪》，但建议重新写一部小说。:51–52
与此同时，克里斯蒂的社交活动也扩大了，有乡间别墅派对、骑马、狩猎、跳舞和滑旱冰。:165-66她与四个男人有过短暂的关系，并与另一个男人订婚。:64-67 1912年10月，在距离托基约12英里（19公里）的乌格布鲁克，克利福德勋爵和夫人举办的一场舞会上，她被介绍给阿奇博尔德·“阿奇”·克里斯蒂。阿奇是印度文职机构（ICS）出庭律师的儿子，是一名皇家炮兵军官，1913年4月被借调到皇家飞行队。这对男女很快坠入爱河。第一次见面三个月后，阿奇向阿加莎求婚，阿加莎接受了。:54–63。

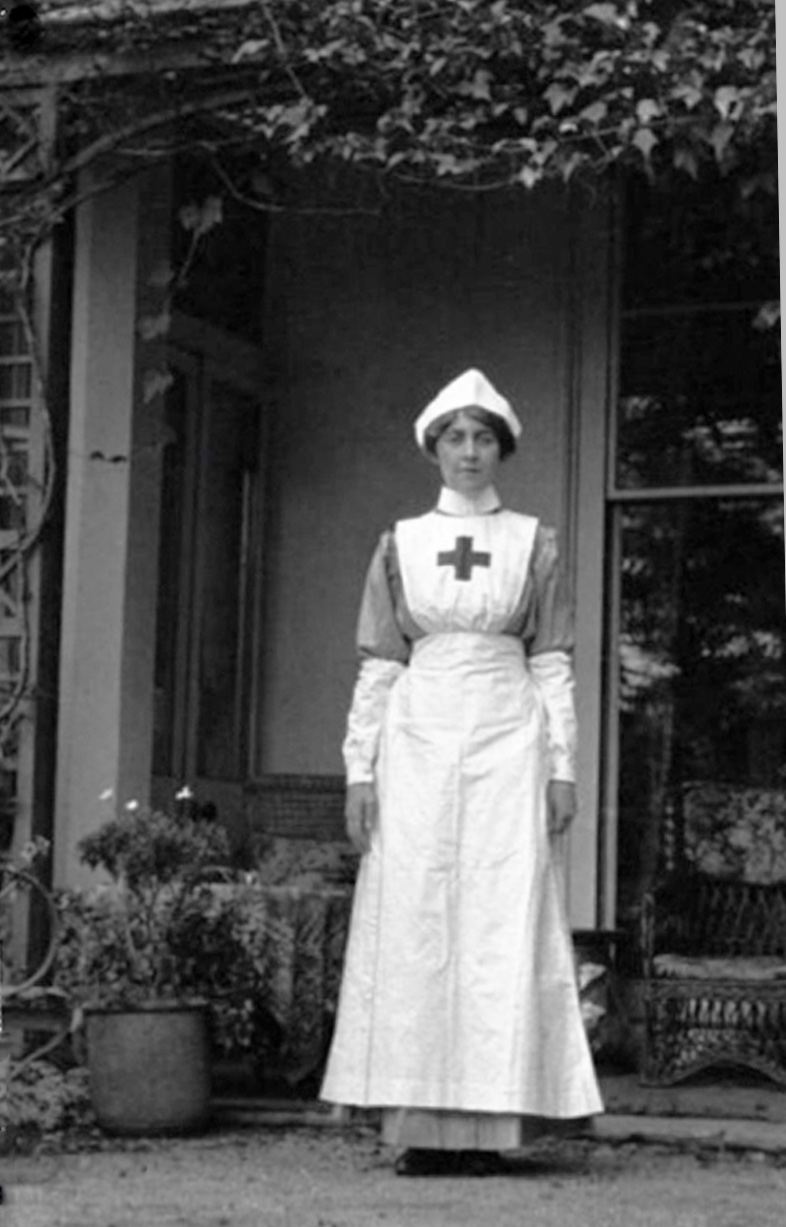
就任英国红十字会志愿援助分队护士的克里斯蒂，摄于1915年

随着1914年8月第一次世界大战的爆发，阿奇被派往法国作战。他们于1914年圣诞节前夕在布里斯托尔克利夫顿的伊曼纽尔教堂结婚，当时阿奇正在休回籍假，离他母亲和继父的家很近。随着军衔的提高，他于1918年9月被调回英国，担任空军部上校。克里斯蒂作为英国红十字会志愿援助分队的一员参与了战争。从1914年10月到1915年5月，然后从1916年6月到1918年9月，她在托基市政厅红十字医院工作了3,400个小时，首先是一名护士（无薪），然后是一名配药员，从1917年开始，她有资格成为药剂师助理，每年的收入为16英镑（大约相当于2023年的1,130英镑）。:69她的战事服务于1918年9月结束，阿奇被重新分配到伦敦，他们在圣约翰伍德租了一套公寓。:73–74
這段經歷對她日後的寫作起了很大的影響：她所寫的謀殺案，受害人很大一部分是被毒殺的。
克里斯蒂长期以来一直是侦探小说的粉丝，喜欢威尔基·柯林斯的《白衣女人》和《月亮宝石》，以及阿瑟·柯南·道尔早期的福尔摩斯故事。1916年，她写了她的第一部侦探小说《斯泰尔斯庄园奇案》。它以赫尔克里·波洛为主角，他是一名前比利时警察，留着“华丽的胡子”，头“完全像鸡蛋一样”，:13在德国入侵比利时后，他在英国避难。克里斯蒂这个角色的灵感来自生活在托基的比利时难民，以及她在第一次世界大战期间作为志愿者护士帮助治疗的比利时士兵。:75-79:17-18她的原稿被霍德&斯托顿和梅图恩出版社拒绝。在保存了提交的文件几个月后，博德利-黑德出版社的约翰·莱恩提出接受它，前提是克里斯蒂改变案件解决的披露方式。她这样做了，并签署了一份合同，将她的下五本书委托给博德利出版社，她后来觉得这是一种剥削。:79，81-82该书于1920年出版
克里斯蒂步入了婚姻生活，1919年8月在阿什菲尔德生下了她唯一的孩子罗莎琳德·玛格丽特·克拉丽莎（后来的希克斯）。:79 :340,349,422阿奇在战争结束时离开了空军，开始在金融城工作，薪水相对较低。他们仍然雇了一个女佣。:80-81她的第二部小说《暗藏杀机》（1922），以新侦探夫妇汤米和塔彭斯为主角，也由博德利出版社出版。它为她赚了50英镑（大约相当于2023年的3,400英镑）。第三部小说《高尔夫球场的疑云》再次以波洛为主角，1923年《素描》杂志编辑布鲁斯·英格拉姆委托创作的短篇小说也是如此。:83她现在毫不费力地卖出自己的作品。:33

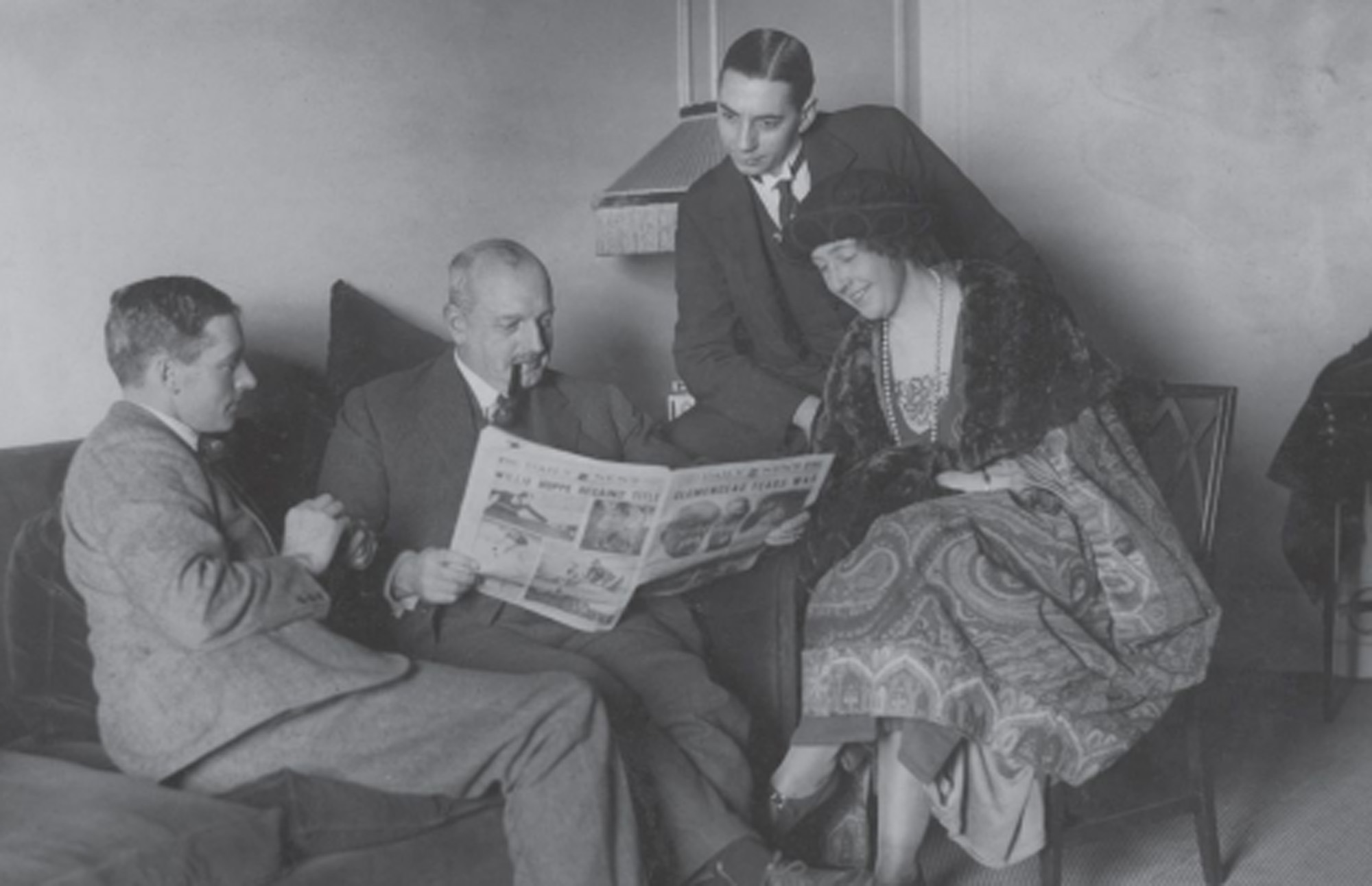
1922年大英帝国博览会推广团成员包括阿奇·克里斯蒂、贝尔彻少校、贝茨（助理）和阿加莎·克里斯蒂

1922年，克里斯蒂夫妇参加了由欧内斯特·贝尔彻少校率领的大英帝国博览会的全球推广之旅。将女儿留给阿加莎的母亲和妹妹照看，在10个月内，他们前往南非、澳大利亚、新西兰、夏威夷和加拿大。:86–103他们在南非学会了冲浪；然后，在怀基基，他们是最早站着冲浪的英国人之一，并将他们在那里的时间延长了三个月进行练习。英国冲浪博物馆记得她曾说过冲浪：“哦，那是天堂！没有什么比以每小时200英里的速度在水中奔跑更棒的了。这是我所知道的最完美的身体乐趣之一。”
当他们回到英国时，阿奇在城里恢复了工作，克里斯蒂继续努力写作。在伦敦住了一系列公寓后，他们在伯克郡的桑宁代尔买了一栋房子，并以克里斯蒂第一部侦探小说中的豪宅命名为斯泰尔斯。:124–25 :154–55
克里斯蒂的母亲克拉丽莎·米勒于1926年4月去世。她们非常亲近，丧母让克里斯蒂陷入了深深的沮丧。:168-72 1926年8月，媒体报道称克里斯蒂前往比亚里茨附近的一个村庄，以恢复因“过度劳累”导致的“精神崩溃”。

### 1926年：失踪事件
1926年8月，阿奇向克里斯蒂提出离婚。他爱上了贝尔彻少校的朋友南希·尼尔。:173-74 1926年12月3日，阿奇宣布计划在没有妻子陪伴的情况下与朋友共度周末后，两人发生了争吵。当晚晚些时候，克里斯蒂从他们位于桑宁代尔的家中消失了。第二天早上，她的莫里斯-科雷爱车在萨里郡的纽兰兹科纳被发现，停在一个白垩采石场上方，里面有过期的驾驶执照和衣服。人们担心她可能会淹死在附近的一个景点——寂静池里。
失踪事件很快成为新闻。媒体试图满足读者“对轰动、灾难和丑闻的渴望”。:224内政大臣威廉·乔恩森-希克斯爵士向警方施压，一家报纸悬赏100英镑（相当于2023年的7,500英镑）寻人。1000多名警察、15000名志愿者和几架飞机搜查了农村地区。阿瑟·柯南·道尔爵士给了灵媒一只克里斯蒂的手套来找她。克里斯蒂的失踪成为国际头条新闻，登上《纽约时报》的头版。尽管进行了广泛的搜寻，她还是在接下来的10天内没有被找到。12月4日，也就是她失踪后的第二天，人们知道她曾经在伦敦喝茶，并参观了哈罗德百货公司，在那里她惊叹于该公司圣诞节展示的壮观景象。1926年12月14日，她住在约克郡哈罗盖特的天鹅水疗酒店，位于桑宁代尔家以北184英里（296公里）处，注册为“Capetown[原文如此]S.A（南非）”的“特蕾萨·尼尔夫人”（她丈夫情人的姓氏）。第二天，克里斯蒂前往她姐姐在钱德尔阿伯内霍尔的住所，在那里她被“关在有警卫的大厅里，大门被锁上，电话被切断，来访者被拒之门外”。
克里斯蒂解释，她的失踪，是受丈夫向她承认有婚外情和母亲死讯的打击下，精神崩溃而引发健忘症所致的。她本人的自传没有提到失踪事件。两位医生诊断她为“无可置疑的真正失忆”，但对于她失踪的原因，人们的意见仍然存在分歧。包括她的传记作者摩根在内的一些人认为，她是在神游状态下失踪的。:154–59作者贾里德·凯德（Jared Cade）得出结论，克里斯蒂策划这场活动是为了让丈夫难堪，但没有预料到由此产生的公共闹剧。:121克里斯蒂的传记作者劳拉·汤普森提供了另一种观点，认为克里斯蒂是在精神崩溃期间失踪的，她意识到自己的行为，但无法控制自己的情绪。:220-21当时公众的反应基本上是负面的，都认为是一场宣传噱头甚至是她试图陷害她丈夫谋杀。一齣在1979年上演，由凡妮莎·蕾格烈芙（Vanessa Redgrave）飾演克莉絲蒂，名為《阿加莎》的電影，則把失蹤事件重新改編成虛構故事。

### 第二次婚姻和后期生活（1927-1976年)
1927年1月，克里斯蒂脸色“非常苍白”，带着女儿和秘书乘船前往加那利群岛的拉斯帕尔马斯“完成康复”，三个月后回国。克里斯蒂请求离婚，并于1928年4月获得针对丈夫的暂准判令，该判令于1928年10月成为绝对判令。一周后，阿奇与南希·尼尔结婚。克里斯蒂保留了他们女儿罗莎琳德的监护权，并保留了克里斯蒂的姓氏用于写作。:21克里斯蒂在自传中反思这段时期时写道：“所以，生病后，悲伤、绝望和心碎随之而来。没有必要纠缠于此。”:340
1928年，克里斯蒂离开英国，乘坐（辛普伦）东方快车前往伊斯坦布尔，然后前往巴格达。:169-70在伊拉克，她与考古学家伦纳德·伍利和他的妻子成为了朋友，后者邀请她于1930年2月返回他们的挖掘现场。:376-77在第二次旅行中，她遇到了比她小13岁的考古学家马克斯·马洛温。:284在1977年的一次采访中，马洛温讲述了他与克里斯蒂的第一次会面，当时他带克里斯蒂和一群游客参观了他在伊拉克的探险现场。克里斯蒂和马洛温于1930年9月在爱丁堡结婚。:295–96他们的婚姻一直持续到1976年克里斯蒂去世。:413–14她陪同马洛温进行考古探险，她与马洛温的旅行为她的几部以中东为背景的小说提供了背景。其他小说（如《悬崖山庄奇案》）的背景设定在托基及其周边地区，她就是在那里长大的。:95克里斯蒂在写1934年的小说《东方快车谋杀案》时借鉴了她国际火车旅行的经验。:201伊斯坦布尔的佩拉宫酒店位于铁路的东端，声称该书是在那里写的，并保留了克里斯蒂的房间作为对作者的纪念。

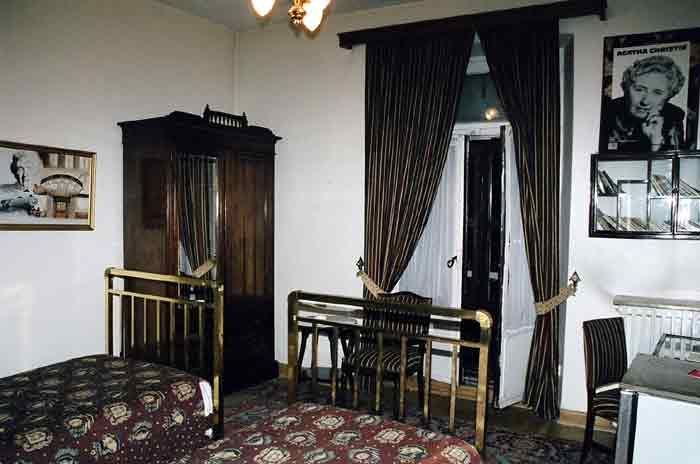
阿嘉莎·克莉絲蒂在這酒店房內寫成了《東方快車謀殺案》。

克里斯蒂和马洛温最初住在切尔西的克雷斯韦尔住所，后来住在肯辛顿霍兰德公园的谢菲尔德露台。这两处房产现在都由蓝色牌匾标记。1934年，他们在沃灵福德附近的一个小村庄温特布鲁克买下了温特布鲁克之家。这是他们余生的主要住所，也是克里斯蒂大部分写作的地方。:365 这所房子还挂着一块蓝色牌匾。克里斯蒂尽管在沃灵福德出名，但过着平静的生活；1951年至1976年，她担任当地业余戏剧协会主席。

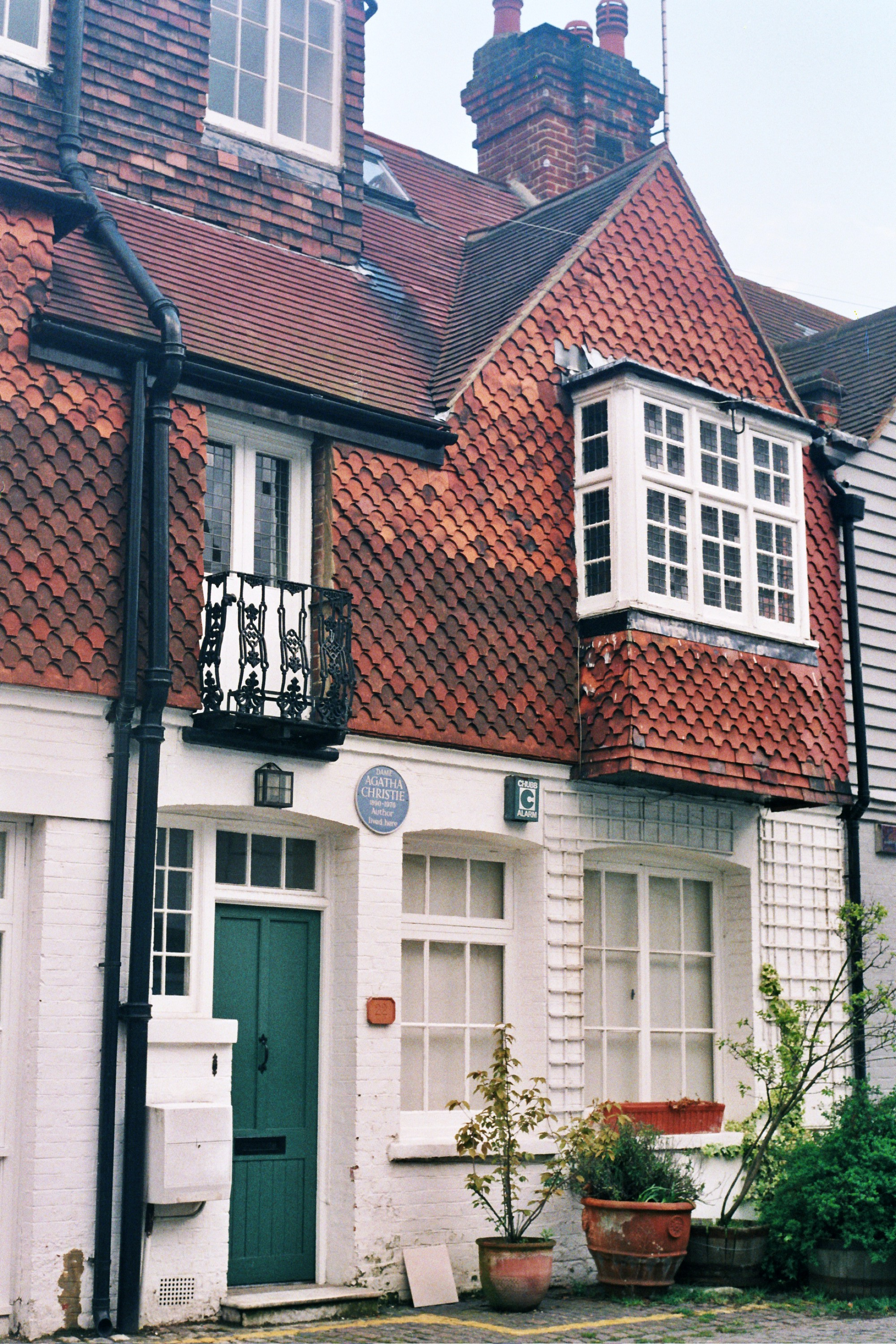
克雷斯韦尔住所，位于伦敦的切尔西

1938年，这对夫妇买下了德文郡的绿径屋作为避暑别墅；:310 2000年，它被捐赠给了国家信托基金会。克里斯蒂经常住在柴郡的阿布尼大厅，该大厅由她的姐夫詹姆斯·瓦茨所有，并在那里创作了至少两个故事：同名故事集中的短篇小说《圣诞布丁的冒险》和小说《葬礼变奏曲》。:126:43克里斯蒂的一本简编指出，“阿布尼成为阿加莎乡村别墅生活的最大灵感来源，所有的仆人和宏伟都融入了她的情节中。她故事中对虚构的烟囱、石门和其他房屋的描述大多是各种形式的阿布尼大厅。”
在第二次世界大战期间，克里斯蒂搬到了伦敦，住在汉普斯特德伊索孔的一套公寓里，同时在伦敦大学学院医院（UCH）的药房工作，在那里她更新了对毒药的了解。她后来的小说《白马酒馆》是根据UCH首席药剂师哈罗德·戴维斯的建议写成的。1977年，英国医务人员解决了一起铊中毒案件，他们阅读了克里斯蒂的书，并认出了她描述的症状。
英国情报机构军情五处对克里斯蒂进行了调查，因为一个名叫布莱切利少校的角色出现在她1941年的惊悚片《密码》中，这是关于在战时的英国追捕两名致命的第五纵队作家的故事。军情五处担心克里斯蒂在英国绝密密码破译中心布莱切利园有一名间谍。当克里斯蒂告诉她的朋友、密码破译员迪莉·诺克斯时，该机构的担忧得到了缓解，“我在从牛津坐火车去伦敦的路上被困在那里，并通过给我最不可爱的角色之一起名来报复。”
克里斯蒂于1950年当选为英国皇家文学学会会员。:23为了纪念她的许多文学作品，克里斯蒂在1956年的新年荣誉中被授予大英帝国高级勋位获得者（CBE）。1958年至1976年去世，她担任侦探作家俱乐部的联合主席。:93 1961年，她被埃克塞特大学授予荣誉文学博士学位。:23在1971年的新年荣誉中，克里斯蒂被提升为大英帝国爵级司令勋章（DBE），三年前，她的丈夫因考古工作被封为爵士。在丈夫被封为骑士后，克里斯蒂也可以被尊称为马洛温夫人。:343
从1971年到1974年，克里斯蒂的健康状况开始恶化，但她继续写作。她的最后一部小说是1973年的《命运的海报》:368-72:477。文本分析表明，克里斯蒂可能在大约这个时候开始患上阿尔茨海默病或其他痴呆症。

### 个人品质

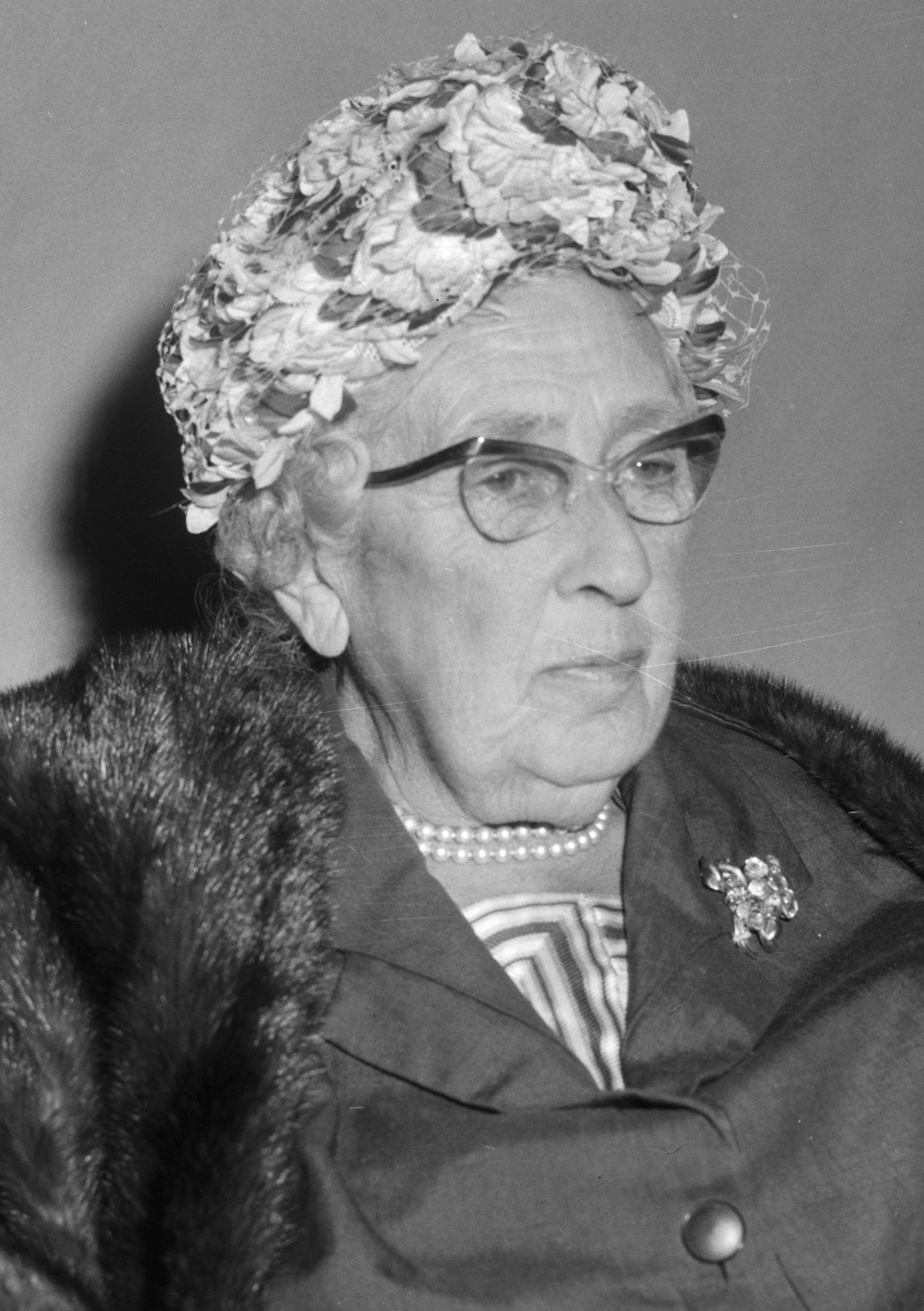
1964年9月，阿加莎·克里斯蒂在史基浦机场

1946年，克里斯蒂这样评价自己：“我最不喜欢的是人群、嘈杂的噪音、留声机和电影院。我不喜欢酒精的味道，也不喜欢吸烟。我确实喜欢阳光、大海、鲜花、旅行、奇怪的食物、运动、音乐会、剧院、钢琴和刺绣。”
克里斯蒂是一位终身“默默虔诚”的英格兰教会成员:183，定期参加教堂活动，并将母亲的《师主篇》放在床边。:30,290离婚后，她停止了圣餐仪式。:263
阿加莎·克里斯蒂儿童信托基金会成立于1969年，克里斯蒂去世后不久，一个慈善纪念基金成立，以“帮助她支持的两个事业：老年人和幼儿”。
克里斯蒂在《泰晤士报》上的讣告指出，“她从来都不太喜欢电影，也不太喜欢无线电和电视。”此外，
阿加莎夫人的私人兴趣是园艺——她获得了当地园艺奖——以及为她的各种房子购买家具。她是个害羞的人：她不喜欢公开露面，但她很友好，很聪明。由于出身和教养，她属于英国中上层阶级。她为像她这样的人写文章。这是她魅力的重要组成部分。

## 死亡和遗产

### 死亡和葬礼

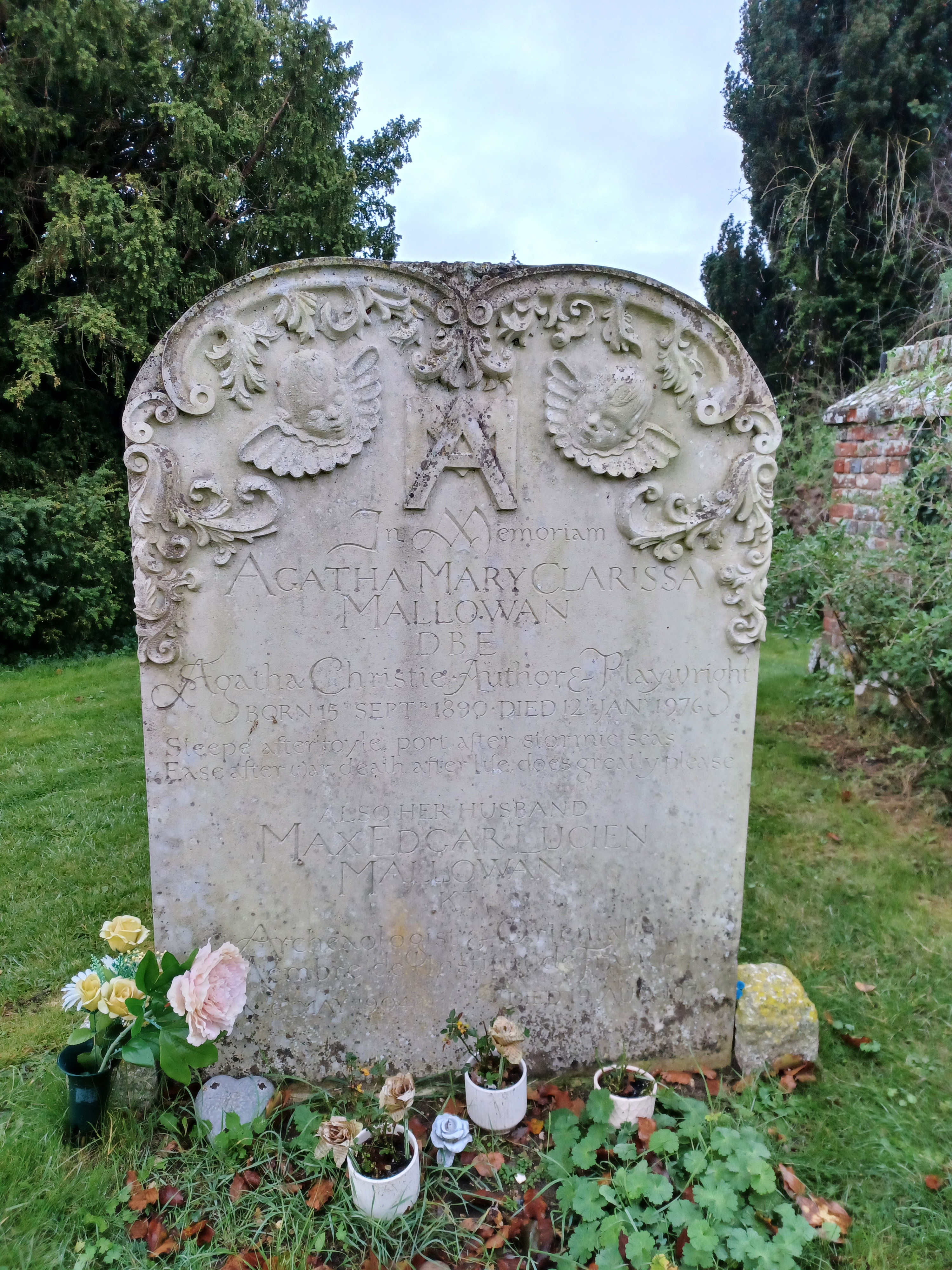
阿加莎·克里斯蒂的墓碑，位于乔尔西的圣玛丽教堂

1976年1月12日，阿加莎·克里斯蒂在牛津郡沃灵福德（Wallingford）附近的冬溪屋（Winterbrook House）安详去世，享年85岁。她去世后，西区的两家剧院——《捕鼠器》在圣马丁剧院上演，《寓所谜案》在萨沃伊剧院重新上演——为了纪念她而调暗了外面的灯光。:373她被安葬在附近的乔尔西圣玛丽教堂墓地，这是她10年前与丈夫共同选定的墓地。大约20名报纸和电视记者参加了这场简单的葬礼，其中一些人甚至从南美远道而来。克里斯蒂的坟墓上装饰着三十个花圈，其中一个来自她长期演出的戏剧《捕鼠器》的演员，另一个是由Ulverscroft大型印刷书籍出版商“代表众多感激的读者”送来的。
马洛温于1977年再婚，1978年去世，葬在克里斯蒂旁边。
阿嘉莎·克莉絲蒂唯一的孩子羅莎琳德·希克斯，已在2004年10月28日安詳去世，同樣享年85歲。而克莉絲蒂的外孫，馬修·普里查德（Matthew Prichard）至今仍活著（1943年生）。

### 遗产和作品后续所有权
克里斯蒂对成为“雇佣的工资奴隶”感到不满，:428，并出于税收原因于1955年成立了一家私人公司阿加莎·克里斯蒂有限公司（Agatha Christie Limited），以持有她的作品权利。大约在1959年，她将278英亩的家绿径屋转让给了女儿罗莎琳德·希克斯。1968年，当克里斯蒂快80岁时，她将阿加莎·克里斯蒂有限公司51%的股份（及其拥有的作品）出售给了布克图书公司（更为人所知的是布克作家部），到1977年，布克图书公司的股份已增加到64%。:355阿加莎·克里斯蒂有限公司仍然拥有克里斯蒂80多部小说和短篇小说、19部戏剧和近40部电视电影的全球版权。
在20世纪50年代末，据说克里斯蒂每年的收入约为10万英镑（大约相当于2023年的300万英镑）。克里斯蒂一生中卖出了大约3亿本书。1976年她去世时，“她是历史上最畅销的小说家。”据估计，她半个多世纪的写作总收入为2000万美元（2023年约为1.071亿美元）。由于她的税务规划，她的遗嘱只剩下106,683英镑（大约相当于2023年的97万英镑），其中大部分留给了她的丈夫和女儿，还有一些较小的遗赠。她在阿加莎·克里斯蒂有限公司剩余的36%股份由希克斯继承，希克斯热情地保存了她母亲的作品、形象和遗产，直到28年后她去世。家族在公司的股份使他们能够任命50%的董事会成员和董事长，并保留对她的作品的重新加工、更新版本和再版的否决权。

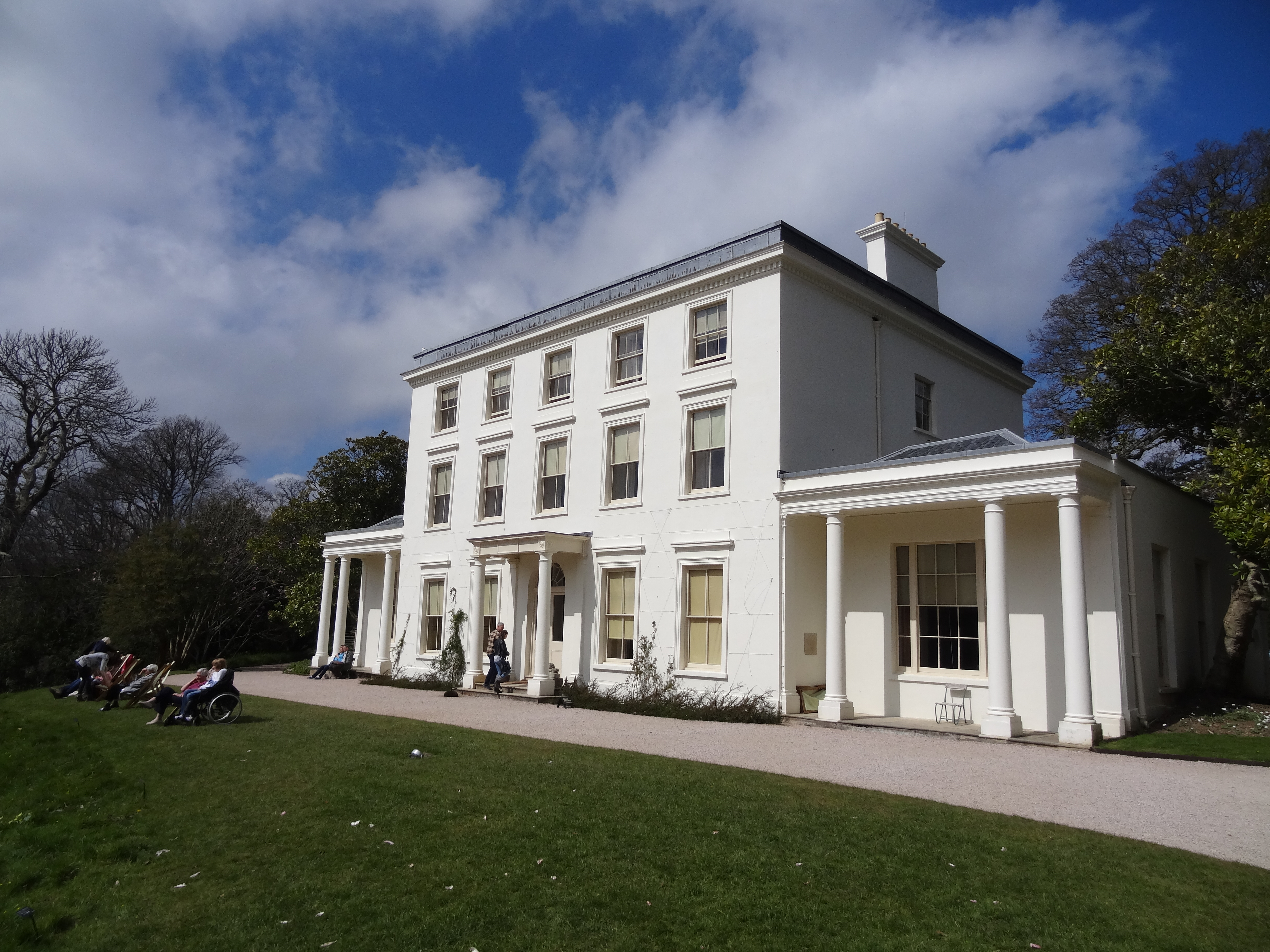
德文郡的绿径屋，阿加莎·克里斯蒂从1938年开始的避暑别墅，大侦探波洛最后一季（2013年）也在这里拍摄

2004年，《每日电讯报》上希克斯的讣告指出，她“决心忠于母亲的愿景，保护自己创作的完整性”，并反对“商品化”活动。2004年10月28日她去世后，绿径屋传给了她的儿子马修·普里查德。2005年继父去世后，普里查德将绿径屋及其内容捐赠给了国家信托基金。
克里斯蒂家族和家族信托，包括曾孙詹姆斯·普里查德，继续拥有阿加莎·克里斯蒂有限公司36%的股份，并与该公司保持联系。2020年，詹姆斯·普里查德担任该公司董事长。马修·普里查德还拥有他祖母后来的一些文学作品的版权，包括《捕鼠器》。:427克里斯蒂的作品继续在一系列改编中发展。
1998年，布克以1000万英镑（约相当于2023年的2220万英镑）的价格将其在阿加莎·克里斯蒂有限公司的股份（当时的收入为210万英镑，约等于2023年的470万英镑）出售给了Chorion，Chorion的作家作品集包括伊妮德·布莱顿和丹尼斯·惠特利的文学遗产。2012年2月，在管理层收购后，Chorion开始出售其文学资产。这包括将Chorion持有的阿加莎·克里斯蒂有限公司64%的股份出售给英国橡果传媒。2014年，RLJ Entertainment股份有限公司（RLJE）收购了英国橡果传媒，将其更名为橡果媒体企业，并将其注册为RLJE英国开发部门。
2014年2月下旬，媒体报道称，英国广播公司已获得克里斯蒂作品在英国的独家电视转播权（之前与英国独立电视台有关联），并与橡果合作，计划在2015年克里斯蒂诞辰125周年之际播出新作品。作为该交易的一部分，BBC广播在2015年播出了连续剧《犯罪团伙》和《无人生还》。随后的作品包括《控方证人》，但由于围绕其中一名演员的争议，2017年圣诞节电视转播《无妄之灾》的计划被推迟。三部改编于2018年4月播出。由约翰·马克维奇和鲁伯特·葛林主演的《A.B.C.谋杀案》的三部改编自2018年6月开始拍摄，并于2018年12月首次播出。《白马酒馆》的两部改编于2020年2月在BBC1播出。《死亡终局》将是BBC的下一部改编作品。
自2020年以来，哈珀柯林斯重新发行的克里斯蒂的《马普尔小姐》和《赫尔克里·波洛》系列小说中删除了“包含描述、侮辱或提及种族的段落”。

## 风格和评价
1930年代末，當阿嘉莎·克莉絲蒂的事業正值高峰期，卻爆發了第二次世界大戰，克莉絲蒂有感自己可能會活不长，特意寫了兩本小說，分別是兩位小說主角白羅與瑪波小姐的最後一案，並存到銀行的保險箱。結果克莉絲蒂晚年決定封筆後，於1975年授權出版這兩本小說。首先在1975年出版的《幕》中，大偵探白羅在小說中身故，克莉絲蒂在日記中解釋道，自己總是無法忍受白羅，所以決定在最後一部小說終結他的生命。《幕》出版後，美國《紐約時報》還在1975年8月6日破天荒在頭版刊登白羅的訃告，這是該報第一次刊登虛構人物的逝世消息。克莉絲蒂在1976年1月逝世後，瑪波小姐的最後一案《沉睡謀殺案》才出版，而克莉絲蒂對瑪波小姐則寵愛有加，因為這個角色幾乎是參照她祖母寫成的。所以在《沉睡謀殺案》中，她讓瑪波小姐結束最後一案后，便回到故鄉安享晚年。
克里斯蒂经常被称为“犯罪女王”（现已被克里斯蒂财产注册为商标）或“神秘女王”，被认为是悬疑、阴谋和人物塑造的大师。1955年，她成为美国神秘作家大师奖的第一位获得者。她被评为“本世纪最佳作家”，赫尔克里·波洛系列书籍在2000年布彻世界神秘大会上被评为”本世纪最佳系列“。2013年，她在一项针对犯罪作家协会600名专业小说家的调查中被评为“最佳犯罪作家”。然而，作家雷蒙德·钱德勒和作家朱利安·西蒙斯都批评了她作品的人为性。文学评论家埃德蒙·威尔逊（Edmund Wilson）将她的散文描述为平庸，将她的性格描述为肤浅。
与克里斯蒂合作……与其说我们是在与文学人物打交道，不如说是在与芭比娃娃或披头士乐队等广泛的文化现象打交道。

——琼·艾克希拉在《纽约客》上的评论
2011年，克里斯蒂被数字犯罪电视频道Alibi评为英国有史以来经济上第二成功的犯罪作家，仅次于詹姆斯·邦德的作家伊恩·弗莱明，总收入约为1亿英镑。2012年，艺术家彼得·布莱克（Peter Blake）选择克里斯蒂（Christie）出现在他最著名作品的新版《比伯军曹寂寞芳心俱乐部》专辑封面中，“以庆祝他最钦佩的英国文化人物”。2012年，克里斯蒂的剧作《捕鼠器》迎来60周年纪念，斯蒂芬·莫斯在《卫报》上写道：“这部剧和它的作者都是明星”。
2015年，在她诞辰125周年之际，25位当代悬疑作家和一位出版商对克里斯蒂的作品发表了看法。许多作者在其他悬疑作家之前，先阅读了克里斯蒂的英文或母语小说，影响了他们自己的写作，几乎所有人仍然认为她是“犯罪女王”，是悬疑作家使用的大逆转的创造者。几乎所有人在克里斯蒂的悬疑作品中都有一个或多个最受欢迎的作品，并发现她的书在她的第一部小说出版近100年后仍然很好读。25位作者中只有一位同意威尔逊的观点。

### 书籍销售
在她全盛时期，克里斯蒂很少跌出畅销书排行榜。她是第一位在1948年同一天由企鹅出版社出版10本书的犯罪作家。截至2018年，吉尼斯世界纪录将克里斯蒂列为有史以来最畅销的小说家。截至2020年，她的小说以44种语言售出了20多亿册。一半的销售额是英文版，一半是其他语言的翻译版。根据翻译索引的数据，截至2020年，她是被翻译最多的个人作者。
克里斯蒂是英国图书馆借阅量最大的作家之一。她也是英国最畅销的口语书作家。2002年，共售出117,696本克里斯蒂系列有声读物，相比之下，J·K·罗琳的有声读物销量为97,755本，罗尔德·达尔的有声书籍销量为78,770本，J·R·R·托尔金的有声图书销量为75,841本。2015年，克里斯蒂财产声称《无人生还》是“有史以来最畅销的犯罪小说”，销量约为1亿册，也使其成为有史以来销量最高的书籍之一。2020年，她的英文书籍销量超过200万册。

## 作品列表

### 小說
下列年份是小說首次出版的时间。阿嘉莎的短篇小説在英國和美國經常會被重新收錄結集，故有時會出現重覆。

#### 1920年代
- 1920 《史岱爾莊謀殺案》/《斯泰尔斯的神秘案件》/《斯泰尔斯庄园奇案》（波洛/白羅登場）
- 1922 《暗藏殺機》/《年輕冒險家》/ 《隱身魔鬼》（The Secret Adversary）（湯米與杜本絲/塔彭絲登場）
- 1923 《高爾夫球場命案》/《高尔夫球场疑云》（Murder on the Links）
- 1924 《褐衣男子》（The Man in the Brown Suit）
- 1924 《首相綁架案》/《波洛探案》/ 《白羅出擊》（Poirot Investigates）（短篇集）
- 1925 《名苑獵兇》/《煙囪大廈之謎》/ 《煙囪的秘密》（The Secret of Chimneys）
- 1926 《羅傑謀殺案》/《罗杰.艾克罗伊德谋杀案》《罗杰疑案》/ 《羅傑·艾克洛命案》
- 1927 《四大魔頭》/《四巨头》/ 《四大天王》（The Big Four（英语：The Big Four (novel)））
- 1928 《藍色列車之謎》/《蓝色特快上的秘密》
- 1929 《七面鐘之謎》/《七面鐘》《七鐘面》（The Seven Dials Mystery）
- 1929 《鸳鸯神探》/《犯罪团伙》（Partners in Crime（英语：Partners in Crime (short story collection)））（短篇集）

#### 1930年代
- 1930 《神秘的奎恩先生》/ 《謎樣的鬼豔先生》（The Mysterious Mr. Quin）（哈利·奎恩先生登場，短篇集）
- 1930 《牧師公館謀殺案》/《寓所謎案》（瑪普爾/瑪波小姐登場）
- 1931 《斯塔佛疑案》/《斯塔福特疑案》/《神秘的西塔福特》/ 《西塔佛秘案》
- 1932 《古屋疑雲》/《悬崖山庄奇案》/《海滨古宅疑云》/ 《危機四伏》（Peril at End House）
- 1932 《星期二俱樂部謀殺案》/《死亡草》/ 《13個難題》（短篇集）
- 1933 《埃奇威爾勳爵之死》/《人性記錄》/《十三人的晚宴》/《不祥的宴会》
- 1933 《死亡之犬》（The Hound of Death and Other Stories）（短篇集；未在美国出版）
- 1934 《東方快車謀殺案》
- 1934 《李斯特岱疑案》/《金色的機遇》/《李斯特岱奇案》（The Listerdale Mystery and Other Stories）（短篇集；未在美国出版）
- 1934 《為甚麽不問埃文斯？》/《懸崖上的谋杀》/《為什麽不找伊文斯？》（Why Didn't They Ask Evans?/The Boomerang Clue ）
- 1934 《派恩探案》/《驚險的浪漫》/《帕克潘調查簿》（Parker Pyne Investigates/ Mr. Parker Pyne Detective）（短篇集）
- 1934 《三幕悲劇》
- 1935 《雲中奇案》/《謀殺在雲端》（Death in the Air/Death in the Clouds）
- 1936 《ABC謀殺案》
- 1936 《美索布達米亞謀殺案》/《古墓之谜》/《美索不達米亞驚魂》
- 1936 《底牌》/《牌中牌》（Cards on the Table）
- 1937 《啞證人》/《沉默的证人》/《死無對證》（Dumb Witness/ Poirot Loses a Client）
- 1937 《尼羅河謀殺案》/《尼羅河上的慘案》
- 1937 《幽巷謀殺案》/《巴石立花園街謀殺案（短篇集）
- 1938 《死亡约会》（Appointment with Death）
- 1938 《波洛聖誕探案記》/《白羅的聖誕假期》/《圣诞奇案》
- 1939 《殺人不難》
- 1939 《無人生還》/《十個小黑人》/《童谣谋杀案》/《孤岛奇案》/《十个印第安小孩》/《一個都不留》
- 1939 《The Regatta Mystery and Other Stories》（短篇集、與其他重復；未在英国出版）

#### 1940年代
- 1940 《絲柏的哀歌》/《H庄园的一次午餐》
- 1940 《牙醫謀殺案》/《一，二，縫好鞋釦》（One, Two, Buckle My Shoe/The Patriotic Murders）
- 1941 《艷陽下的謀殺案》/《阳光下的罪恶》（Evil Under the Sun）
- 1941 《諜海》/《桑苏西来客》/《密碼》
- 1942 《書房女屍》/《藏书室女尸之谜》/《藏書室的陌生人》（The Body in the Library）
- 1942 《魔手》/《平静小镇上的罪恶》/《幕後黑手》（The Moving Finger）
- 1942 《五只小豬》/《啤酒謀殺案》/《五隻小豬之歌》（Five Little Pigs/Murder in Retrospect）
- 1944 《零時》/《走向决定性的时刻》/《本末倒置》
- 1944 《死亡終局》/《死亡終有時》（Death Comes As the End）
- 1945 《萬靈節之死》/《死的懷念》/《闪光的氰化物》/《魂縈舊恨》
- 1946 《空幻之屋》/《池邊的幻影》/《空谷幽魂》（The Hollow）
- 1947 《大偵探十二奇案》/《大力神的豐功偉績》/《赫尔克里的丰功伟绩》/《赫丘勒的十二道任務》（The Labours of Hercules）（短篇集）
- 1948 《漲潮時節》/《遗产风波》/《順水推舟》/《致命遗产》（Taken at the Flood/There Is a Tide）
- 1948 《Witness for the Prosecution and Other Stories》（短篇集，與其他重復）
- 1949 《畸形屋》/《怪屋》/《畸屋》

#### 1950年代
- 1950 《謀殺啓事》
- 1950 《三隻瞎老鼠》/《捕鼠器》（短篇集；未在英國出版）
- 1951 《他們來到巴格達》/《巴格達風雲》（They Came to Baghdad）
- 1951 《The Under Dog and Other Stories》（短篇集，與其他重復）
- 1952 《清潔婦命案》/《清洁女工之死》/《麥金堤太太之死》
- 1952 《鏡子魔術》/《庄园迷案》/《殺手魔術》/《借镜杀人》（They Do It with Mirrors/Murder with Mirrors）
- 1953 《葬禮之後》/《葬禮變奏曲》
- 1953 《黑麥奇案》/《黑麥滿口袋》
- 1954 《目的地不明》/《未知的旅途》/《地獄之旅》（Destination Unknown/So Many Steps to Death）
- 1955 《國際學舍謀殺案》/《外国学生宿舍谋杀案》（Hickory Dickory Dock/Hickory Dickory Death）
- 1956 《假戲成真》/《古宅迷踪》/《弄假成真》/《死人的殿堂》
- 1957 《命案目睹記》/《殺人一瞬間》（4.50 from Paddington/What Mrs. McGillycuddy Saw）
- 1958 《無妄之災》/《奉命谋杀》/《無辜者的試煉》
- 1959 《鴿群中的貓》/《校園疑雲》/《鴿群裹的貓》（Cat Among the Pigeons）

#### 1960年代
- 1960 《雪地女屍命案》/《雪地上的女尸》/《哪個聖誕布丁》（The Adventure of the Christmas Pudding）（短篇集；未在美國出版）
- 1961 《白馬酒店》/《白馬酒館》
- 1961 《Double Sin and Other Stories》（短篇集，与其他重復；未在英國出版）
- 1962 《破鏡謀殺案》/《遲來的報復》
- 1963 《怪鐘疑案》/《鐘》/《怪鐘》
- 1964 《加勒比海疑案》/《加勒比海之谜》/《加勒比海疑雲》（A Caribbean Mystery）
- 1965 《柏翠門旅館》/《伯特伦旅馆之谜》（At Bertram's Hotel）
- 1966 《第三位女郎》/《公寓女郎》/《第三个女郎》/《第三個單身女郎》
- 1967 《此夜綿綿》/《长夜》/《無盡的夜》（Endless Night）
- 1968 《颤刺的预兆》/《拇指一竖》/《煦阳岭的疑云》/《魔指》
- 1969 《萬聖節前夜謀殺案》/《万圣节前夜的谋杀案》/《萬聖節派對》（Hallowe'en Party）

#### 1970年代
- 1970 《天涯過客》/《法蘭克福機場怪客》（Passenger to Frankfurt）
- 1971 《復仇女神》/《复仇的女神》（Nemesis）
- 1971 《The Golden Ball and Other Stories》（短篇集，與其他重復；未在英國出版）
- 1972 《舊罪陰影》/《旧罪的阴影》/《悬崖迷案》/《問大象去吧》/《大象的證詞》（Elephants Can Remember）
- 1973 《命運之門》/《死亡暗道》（Postern of Fate）（湯米與杜本絲/塔彭絲最後一案）
- 1974 《波洛早年案件》/《蒙面女人》/《白羅的初期探案》（Poirot's Early Cases）（短篇集）
- 1975 《幕》/《落幕》/《帷幕》/《謝幕》（大偵探白羅最後一案，1940年代初寫成）
- 1976 《沉睡謀殺案》/《沉睡的謀殺案》/《死灰复燃》/《神秘的别墅》/《死亡不長眠》（Sleeping Murder）（瑪波小姐最後一案，1940年代初寫成）
- 1979 《瑪波小姐晚年案件》/《马普尔小姐探案》/《瑪波小姐的完結篇》（Miss Marple's Final Cases and Two Other Stories）（短篇集；未在美國出版）

#### 1990年代
- 1991 《情牽波倫沙》《Problem at Pollensa Bay（英语：Problem at Pollensa Bay）》（短篇集；未在美國出版）
- 1997 《丑角的茶具》《The Harlequin Tea Set and Other Stories》（短篇集；未在英國出版）
- 1997 《殘光夜影》《While the Lights Last and Other Stories》（短篇集；未在美國出版）

#### 其他作品
- 以筆名瑪麗·維斯馬科特所著浪漫愛情小説：
  - 1930 《巨人的麵包》/《撒旦的情歌》（Giant's Bread）
  - 1934 《半成畫像》/《未完成的肖像》（Unfinished Portrait）
  - 1944 《消失於春天》/《幸福假面》（Absent in the Spring）
  - 1948 《玫瑰與紫杉》（The Rose and the Yew Tree）
  - 1952 《女兒情深》/《母親的女兒》（A Daughter's a Daughter）
  - 1956 《負擔》/《愛的重量》（The Burden）

- 以筆名寫的其他作品：
  - 1924 《夢之路》（The Road of Dreams）（詩歌）
  - 1973 《詩》（Poems）
  - 1977 《自傳》（An Autobiography）

- 以筆名·馬洛溫所著作品
  - 1946 《情牽敍利亞》（Come, Tell Me How You Live）（遊記）
  - 1965 《星光閃耀伯利恆》（Star Over Bethlehem）（詩歌和兒童故事）

- 合作作品：
  - 1931 《The Floating Admiral》，與G. K. Chesterton、Dorothy L. Sayers和其他偵探俱樂部成員合著。

- 戲劇：
  - 1928 Alibi
  - 1930 Black Coffee
  - 1936 Love from a Stranger
  - 1937或1939 A Daughter's a Daughter (從未上演)
  - 1940 Peril at End House
  - 1943 Ten Little Indians
  - 1945 Appointment With Death
  - 1946 Murder on the Nile/Hiddon Horizon
  - 1949 Murder at the Vicarage
  - 1951 The Hollow
  - 1952 The Mousetrap
  - 1953 Witness for the Prosecution
  - 1954 The Spider's Web
  - 1956 Towards Zero
  - 1958 Verdict
  - 1958 The Unexpected Guest
  - 1960 Go Back for Murder
  - 1962 Rule of Three
  - 1972 Fiddler's Three (原本計劃出小說，取名《Fiddler's Five》。但最後寫成了戲劇，這也是她最後一部劇作。)
  - 1973 Aknaton (早寫於1937年)
  - 1977 Murder is Announced
  - 1981 Cards on the Table
  - 1993 Murder is Easy
  - 2005 And Then There Were None

- 廣播劇：
  - 1937 The Yellow Iris
  - 1947 Three Blind Mice (改寫自The Mousetrap)
  - 1948 Butter In a Lordly Dish
  - 1960 Personal Call

### 改編電影
阿加莎·克里斯蒂的名字可說和電影分不開，因為她筆下的角色，好像白羅、瑪波小姐、湯米與陶品絲、哈利·奎恩等等，統統都被搬上大銀幕。
- 1928 Die Abenteuer G.m.b.H. (The Secret Adversary)
- 1928 The Passing of Mr. Quinn
- 1931 Alibi
- 1931 Black Coffee
- 1934 Lord Edgware Dies
- 1937 Love From A Stranger
- 1945 And Then There Were None
- 1947 Love From A Stranger
- 1957 Witness for the Prosecution
- 1960 The Spider's Web
- 1962 Murder, She Said  (藍本自 4.50 From Paddington)
- 1963 Murder at the Gallop (藍本自 After The Funeral)
- 1964 Murder Most Foul (藍本自 Mrs. McGinty's Dead)
- 1964 Murder Ahoy! (改編自電影劇本)
- 1966 Ten Little Indians
- 1966 The Alphabet Murders (藍本自 The ABC Murders)
- 1972 Endless Night
- 1974 東方快車謀殺案 1974
- 1975 Ten Little Indians(《無人生還》/《十個小黑人》/《童謠謀殺案》/《孤島奇案》/《十個印第安小孩》/《一個都不留》)
- 1978 Death on the Nile
- 1980 The Mirror Crack'd
- 1982 Evil Under the Sun
- 1984 Ordeal by Innocence
- 1988 Appointment with Death
- 1989 Ten Little Indians(《無人生還》/《十個小黑人》/《童謠謀殺案》/《孤島奇案》/《十個印第安小孩》/《一個都不留》)
- 2017 東方快車謀殺案
- 2022 尼羅河謀殺案
- 2023 威尼斯謀殺案

### 改編電視劇
- 1938 Love from a Stranger
- 1947 Love from a Stranger
- 1949 Ten Little Indians
- 1959 ATen Little Indians
- 1970 Murder at the Vicarage
- 1980 Why Didn't They Ask Evans?
- 1982 The Spider's Web
- 1982 The Seven Dials Mystery
- 1982 The Agatha Christie Hour
- 1982 Murder is Easy
- 1982 The Witness for the Prosecution
- 1983 Partners in Crime
- 1983 A Caribbean Mystery
- 1983 Sparkling Cyanide
- 1984 The Body in the Library
- 1985 Murder With Mirrors
- 1985 The Moving Finger
- 1985 A Murder Is Announced
- 1985 A Pocket Full of Rye
- 1985 Thirten At Dinner
- 1986 Dead Man's Folly
- 1986 Murder in Three Acts
- 1986 Murder at the Vicarage
- 1987 Sleeping Murder
- 1987 At Bertram's Hotel
- 1987 Nemesis
- 1987 4.50 From Paddington
- 1989 The Man In The Brown Suit
- 1989 Agatha Christie's Poirot
- 1989 A Caribbean Mystery
- 1990 Peril at End House
- 1990 The Mysterious Affair at Styles
- 1991 They Do It With Mirrors
- 1992 The Mirror Crack'd from Side to Side
- 1994 Hercule Poirot's Christmas
- 1995 Murder on the Links
- 1995 Hickory Dickory Dock
- 1996 Dumb Witness
- 1997 The Pale Horse
- 2000 The Murder of Rodger Ackroyd
- 2000 Lord Edgware Dies
- 2001 Evil Under The Sun
- 2001 Murder on the Orient Express
- 2001 Murder in Mesopotamia
- 2003 Sparkling Cyanide
- 2004 Five Little Pigs
- 2004 Death On The Nile
- 2004 Sad Cypress
- 2004 The Hollow
- 2004 Marple
- 2004 The Body in the Library
- 2004 Murder at the Vicarage
- 2004 Appointment with Death
- 2005 A Murder is Announced
- 2005 The Mystery of the Blue Train
- 2005 Cards on the Table
- 2005 Sleeping Murder
- 2005 Taken at the Flood
- 2006 After the Funeral
- 2006 The Moving Finger
- 2006 By the Pricking of my Thumbs
- 2006 The Sittaford Mystery
- 2007 Hercule Poirot's Christmas (法語)
- 2015  And Then There Were None
- 2019 A Murder Is Announced
- 2022 民国大侦探（英文：Checkmate，汉语普通话）

### 改編动画
- 2004～2005 Agatha Christie's Great Detectives Poirot and Marple（日文名：アガサ・クリスティーの名探偵ポワロとマープル，日语）

### 改編電腦遊戲
- 2005 《無人生還》/《童謠謀殺案》And Then There Were None
- 2006 《東方快車謀殺案》/《东方快车谋杀案》Murder on the Orient Express
- 2007 《尼羅河謀殺案》/《尼罗河惨案》Death on the Nile
- 2016 《ABC謀殺案》 Agatha Christie - The ABC Murders

## 影响

### 药理学
在第一次世界大战期间，克里斯蒂从护理工作中休息了一段时间，为药剂师大厅考试进行训练。:xi后来发现医院药房的配药很单调，因此不像护理那么令人愉快，但她的新知识为她提供了潜在毒性药物的背景。在第二次世界大战初期，她在托基医院更新了自己的技能。:235, 470
正如迈克尔·C·杰拉尔德所说，她“在两次世界大战期间作为医院配药员的活动不仅支持了战争的努力，还使她对药物作为治疗剂和毒药有了认识……这些医院经历也可能是医生、护士和药剂师在她的故事中发挥突出作用的原因。”:viii克里斯蒂的角色阵容中有许多天真或可疑的医生、药剂师和科学家；《美索不达米亚谋杀案》、《底牌》、《白马酒馆》和《清洁女工之死》等。
吉莉安·吉尔指出，克里斯蒂的第一部侦探小说《斯泰尔斯庄园奇案》中的谋杀方法“直接来自阿加莎·克里斯蒂在医院药房的工作”。:34在接受记者马塞尔·伯恩斯坦采访时，克里斯蒂表示：“我不喜欢混乱的死亡……我更感兴趣的是那些在自己的床上平静死去的人，没有人知道为什么。”凭借她的专业知识，克里斯蒂不需要科学未知的毒药，罗纳德·诺克斯的《侦探小说十条规则》禁止使用这些毒药。:58在接下来的几十年里，砷、乌头碱、士的宁、洋地黄、尼古丁、铊和其他物质被用来葬送受害者。

### 考古学
过去的诱惑来抓我。看到一把匕首慢慢地从沙子里冒出来，闪闪发光，真是浪漫。从泥土中小心翼翼地提起罐子和物品，让我自己也渴望成为一名考古学家。
——阿加莎·克里斯蒂自传第364页
年轻时，克里斯蒂对古董没什么兴趣。:68 1930年与马洛温结婚后，她每年都陪同他进行探险，每次在叙利亚和伊拉克的乌尔、尼尼微、泰尔阿帕契亚、查加尔·巴扎尔、泰尔布拉克和尼姆鲁德的挖掘地点呆上三到四个月。:301,304,313,414马洛温一家在往返探险地点时也进行了短途旅行，访问了意大利、希腊、埃及、伊朗和苏联等地。:188–91,199,212:429–37他们在国外旅行和生活的经历反映在《东方快车谋杀案》、《尼罗河上的惨案》和《死亡约会》等小说中。:514
1931年尼尼微的挖掘季，克里斯蒂买了一张写字台继续自己的工作；20世纪50年代初，她出资在尼姆鲁德的团队住宅内增设了一间小型写作室。:301:244她每个季度都投入时间和精力“通过拍摄、清洁和记录发现物来让自己变得有用；并修复她特别喜欢的陶瓷”。:20-21她还为探险队提供了资金。:414
克里斯蒂作品的许多背景都受到了她在中东的考古实地考察的启发；这反映在她描述它们的细节中——例如，《尼罗河上的惨案》中描绘的阿布辛拜勒神庙——而《巴格达风云》的背景是她和马洛温最近住过的地方。:212,283-84同样，她在《美索不达米亚谋杀案》中挖掘日常生活知识。考古学家和中东文化文物专家在她的作品中包括《美索不达米亚谋杀案》中的埃里克·莱德纳博士和《尼罗河上的惨案》中的里切蒂先生。:187,226-227
第二次世界大战后，克里斯蒂在《来吧，告诉我你是如何生活的》一书中记录了她在叙利亚的时光，她将其描述为“小啤酒——一本非常小的书，充满了日常的行为和事件”。2001年11月8日至2002年3月，大英博物馆举办了一场名为“阿加莎·克里斯蒂与考古：美索不达米亚之谜”的“丰富多彩的情景展览”，展示了她作为作家和考古学家妻子的活动是如何交织在一起的。

## 虛構作品中的形象
- 在Gaylord Larsen的《桃樂絲與阿加莎》（Dorothy and Agatha）一書中，阿嘉莎．克莉絲蒂與桃樂絲·榭爾絲成為該懸疑兇殺小說的主角。

- 至於在安東尼‧柏克萊（Anthony Berkeley）的《毒巧克力命案》（The Poisoned Chocolates Case），推理小說作家克里斯蒂賽兒絲、約翰·狄克森·卡爾和卻斯特頓均一同在書中現身。

- 1979年上演的電影《阿嘉莎》，則把克莉絲蒂在1926年失蹤的事件重新改編成虛構故事。
- 《神秘博士》S04E07中曾以阿加莎·克里斯蒂失踪事件为背景，并通过台词致敬了其多部经典作品。